# Ганс Штетс
Ганс Штетс (нім. Hans Steets; 2 лютого 1903, Нюрнберг — 5 жовтня 1980, Мюнхен) — німецький штабний офіцер, генерал-майор вермахту. Кавалер Німецького хреста в золоті.

## Біографія
Син редактора Якоба Штетса і його дружини Катаріни, уродженої Шмітт. 1 квітня 1922 року вступив у рейхсвер. З 26 серпня 1939 року — начальник оперативного відділу Генштабу командувача 9-м військовим округом, з 25 вересня 1939 року — 95-ї піхотної дивізії, з 10 липня 1940 року — обер-квартирмейстер Генштабу командувача 9-м військовим округом, з 5 жовтня 1940 року — начальник оперативного відділу Генштабу 129-ї піхотної дивізії, з 14 січня 1941 по 25 січня 1943 року — 1-ї гірської дивізії, з 10 квітня 1943 по 10 травня 1944 року — 20-ї гірської армії. З 1 липня по 10 листопада 1944 року — командир кулеметної лижної бригади «Фінляндія». З 21 листопада по 21 грудня 1944 року пройшов курс командира дивізії. З 15 січня 1945 року — офіцер Генштабу групи армій «C». З 18 січня по 8 травня 1945 року — командир 5-ї гірської дивізії.

## Сім'я
29 серпня 1932 року одружився з Лізелоттою Фехтер. В пари народились дочка (1935) і син (1938).

## Звання
- Кандидат в офіцери (1 квітня 1922)
- Лейтенант (1 грудня 1925)
- Оберлейтенант (1 листопада 1928)
- Гауптман (1 жовтня 1934)
- Майор Генштабу (1 червня 1940)
- Оберстлейтенант Генштабу (1 березня 1942)
- Оберст Генштабу (1 вересня 1943)
- Генерал-майор (20 квітня 1945)

## Нагороди
- Медаль «За вислугу років у Вермахті» 4-го і 3-го класу (12 років)
- Медаль «За Атлантичний вал»
- Залізний хрест
  - 2-го класу (18 квітня 1940)
  - 1-го класу (5 липня 1940)
- Німецький хрест в золоті (11 квітня 1942)
- Медаль «За зимову кампанію на Сході 1941/42» (20 серпня 1942)